# Нефёдов, Владимир Андреевич
Влади́мир Андре́евич Нефёдов (5 февраля 1926; город Москва — 28 мая 1958; город Жуковский Московской области) — лётчик-испытатель 1-го класса (1957), майор.

## Биография

Могила Нефёдова на Новодевичьем кладбище Москвы.

Родился 5 февраля 1926 года в Москве. В 1944 окончил Московскую спецшколу ВВС.
В армии с июля 1944 года. В 1944 году окончил Сасовскую военную авиационную школу первоначального обучения лётчиков. В 1944—1946 годах обучался в Черниговском военном авиационном училище лётчиков. В 1949 году окончил Чугуевское военное авиационное училище лётчиков, до 1951 года был в нём лётчиком-инструктором.
В 1953 окончил Школу лётчиков-испытателей, с 1953 обучался на вечернем отделении Московского авиационного института.
С мая 1953 года — лётчик-испытатель ОКБ А. И. Микояна. Поднял в небо и провёл испытания сверхзвуковых истребителей-перехватчиков МиГ-19П, Е-5, СМ-50 и МиГ-21. Провёл испытания по отработке дозаправки истребителя МиГ-19 от самолёта Ту-16. Участвовал в испытаниях самолётов-истребителей МиГ-17, МиГ-19 и их модификаций, опытных самолётов Е-2 и Е-4.
За мужество и героизм, проявленные при испытании новой авиационной техники, Указом Президиума Верховного Совета СССР от 1 мая 1957 года майору Нефёдову Владимиру Андреевичу присвоено звание Героя Советского Союза с вручением ордена Ленина и медали «Золотая Звезда».
Погиб 28 мая 1958 года при выполнении служебных обязанностей — испытательного полёта на экспериментальном сверхзвуковом истребителе МиГ-21Ф.
Жил в городе Жуковский Московской области.
Похоронен в Москве на Новодевичьем кладбище. Рядом с ним похоронены отец  — Андрей Дмитриевич Нефёдов (1894 — 1972), директор спортивного магазина «Динамо», заведующий базой «Динамо» и жена — Нефёдова Татьяна Алексеевна (1935 — 2013).

## Награды
- Герой Советского Союза (1.05.1957);
- орден Ленина (1.05.1957);
- медали.